# Teofilo Folengo
Gerolamo Folengo, più conosciuto come Teofilo Folengo o con gli pseudonimi Merlin Coccajo, Merlin Cocai o Limerno Pitocco (Mantova, 8 novembre 1491 – Campese, 9 dicembre 1544), è stato un poeta italiano, tra i principali esponenti della poesia maccheronica.

## Biografia
Figlio di un notaio mantovano e ottavo di nove fratelli, Folengo nacque da una famiglia nobile decaduta di Cipada (ora Cipata), una frazione di Mantova.
Fin dalla sua infanzia mostrò un'intelligenza vivace e una notevole abilità nel verseggiare. All'età di sedici anni entrò nel monastero di Sant'Eufemia, vicino a Brescia, e diciotto mesi dopo entrò a far parte dell'ordine benedettino.
Per alcuni anni la sua vita da monaco sembrò svolgersi in modo regolare; in questo breve periodo compose una discreta quantità di versi latini imitando lo stile di Virgilio, ma ebbe scarso successo.
Secondo quanto da lui raccontato nel Chaos del Triperuno, ma definitivamente smentito dalle ricerche del Billanovich, nel 1524 Folengo abbandonò la vita monastica per Girolama Dieda, una giovane donna di buona famiglia con la quale vagabondò in varie città italiane, spesso in condizioni di grande povertà, avendo come unica fonte di guadagno la sua abilità nel comporre versi. Divenuto precettore dei figli di Camillo Orsini, si stabilì a Venezia per qualche tempo. Al termine di questo periodo "scapestrato", Folengo chiese e ottenne, nel 1530, di essere riammesso nell'ordine religioso.
La sua prima opera, nonché la più nota, fu l'Opus macaronicum o Maccheronee (pubblicata nel 1517 con lo pseudonimo di Merlin Cocai), una raccolta di diverse composizioni in latino maccheronico, che con il tempo andò arricchendosi di sempre più scritti; infatti, nonostante venisse spesso censurato per l'uso di linguaggio e idee volgari, il Macaronicon conquistò una vasta popolarità e in pochi anni venne ristampato in numerosissime edizioni. All'interno di questo vasto corpus, la fama di Folengo è però legata soprattutto al Baldus, poema eroico-parodistico che narra le avventure di Baldus, un eroe fittizio. L'opera è una parodia dei tradizionali poemi cavallereschi; la ruvida buffoneria di questo lavoro è spesso risollevata da stralci di genuina poesia, come da descrizioni vivide e acute di critica alla società e alle sue abitudini. Il suo stile maccheronico è di difficile comprensione per l'uso frequente di parole e frasi dal dialetto mantovano.
L'opera successiva di Folengo fu l'Orlandino, un poema in otto canti, scritto in ottave. La prima pubblicazione, del 1526, portava il nuovo pseudonimo di Limerno Pitocco da Mantova (Merlino l'accattone da Mantova). Nello stesso anno, stanco della sua vita dissoluta, Folengo tornò all'obbedienza ecclesiastica; poco dopo scrisse il Caos del tri per uno, nel quale, parte in prosa e parte in versi, sia in latino (anche maccheronico) sia in italiano, espose un velato resoconto delle vicende da lui stesso vissute sotto vari nomi.
Del 1533 è una vita di Cristo, in ottave, intitolata L'umanità del Figliuolo di Dio. Successivamente compose un altro poema religioso sulla creazione, caduta e redenzione dell'uomo, oltre ad alcune tragedie. Queste ultime, tuttavia, non sono mai state pubblicate. Nel 1538 divenne rettore del convento di San Benedetto in Capra e priore della chiesetta di Santa Maria del Giogo, in vetta al monte di Sulzano. Qui sul lago d'Iseo, il poeta avrebbe completato un singolare ricettario, il Doctrinae cosinandi viginti.

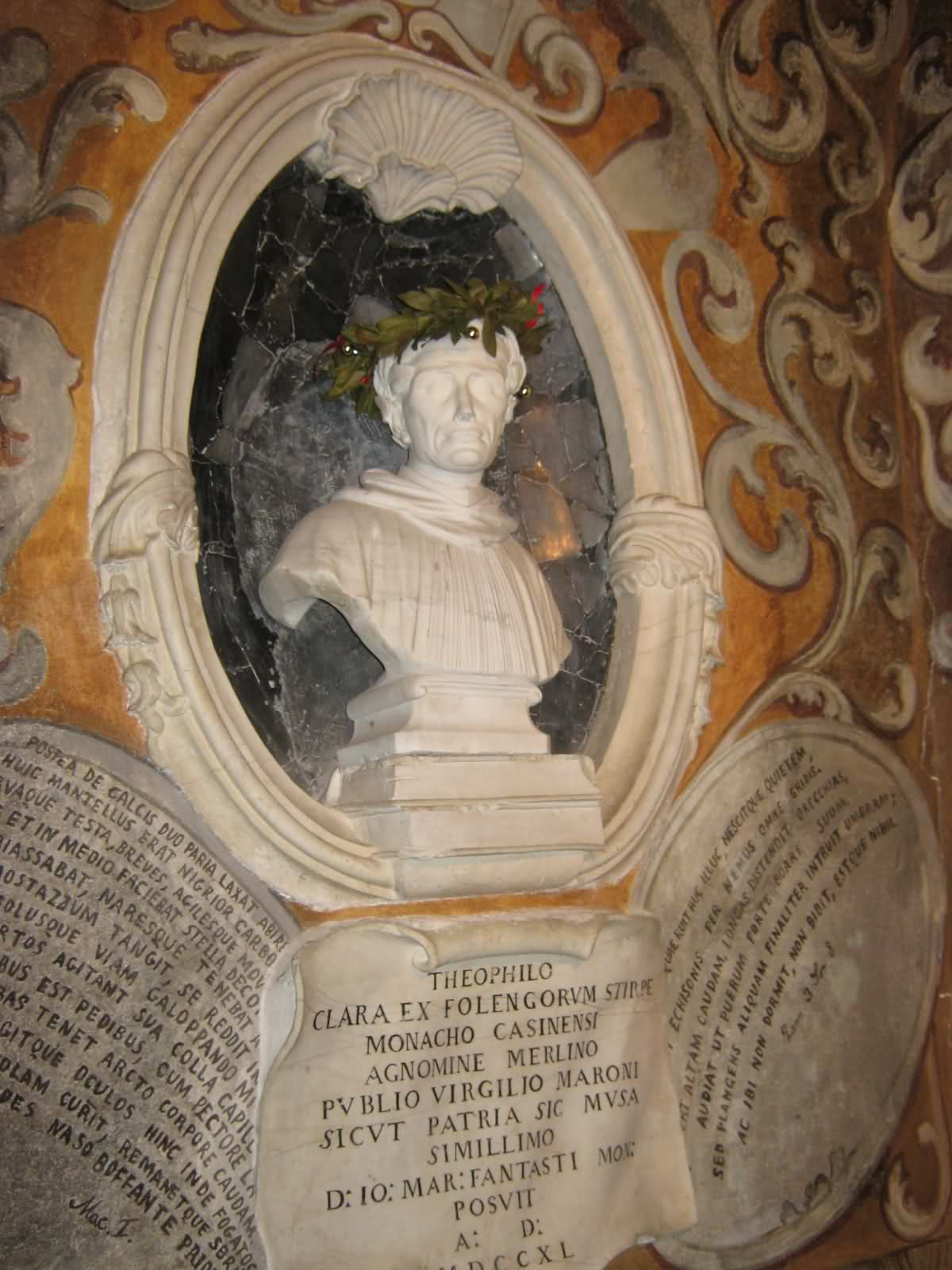
Busto di Folengo nella sua cappella funeraria

Folengo trascorse parte degli ultimi anni in Sicilia occupandosi, per qualche tempo, di un monastero locale. Indi approdò alla corte del viceré Ferrante I Gonzaga, su ordine del quale scrisse, nel 1538 (e sotto lo pseudonimo di Merlin Coccaio), la prima rappresentazione sacra della quale si ha notizia in Sicilia: L'Atto della Pinta. Sul finire dello stesso anno si ritirò a Santa Croce de Campesio (oggi Campese frazione del comune di Bassano del Grappa), dove morì il 9 dicembre 1544. La sua tomba è tuttora presente a Campese.
Benché non si sappia molto intorno alle cause della sua morte o alle sue condizioni di salute negli ultimi anni di vita, una recente analisi pubblicata sulla rivista scientifica Neurological Sciences del quadro raffigurante il poeta conservato presso il Museo di Palazzo San Sebastiano di Mantova, da parte di due medici, Francesco Maria Galassi e Stefano Galassi, ha permesso, partendo dalla constatazione di una evidente deviazione della rima orale, di formulare una diagnosi retrospettiva di paralisi del nervo facciale. Poiché dal quadro è visibile come Folengo possa ancora aggrottare la fronte, i due medici hanno ipotizzato che si tratti di una paralisi centrale, e non periferica, la cui causa è nella maggior parte dei casi ictus o tumore cerebrale. Dato, inoltre, l'incanutimento delle sopracciglia del poeta, è verosimile che il quadro lo rappresenti sul finire della vita ed è ragionevole ipotizzare che la causa della paralisi al volto sia la stessa del suo deperimento fisico.
Folengo è citato tre volte nel Gargantua e Pantagruel di François Rabelais, scrittore che venne profondamente influenzato dall'opera del poeta lombardo (così come da quella di Luigi Pulci) e che ne rielaborò i temi e lo stile in un contesto del tutto originale. Era ben noto anche a Giordano Bruno (il quale dà il nome di Teofilo a uno degli interlocutori de La cena de le ceneri, quello non a caso portatore delle idee del Bruno stesso) e allo stesso Erasmo da Rotterdam (che riprende dal Baldus la scena del naufragio per i suoi Colloquia).

## Opere
In latino:

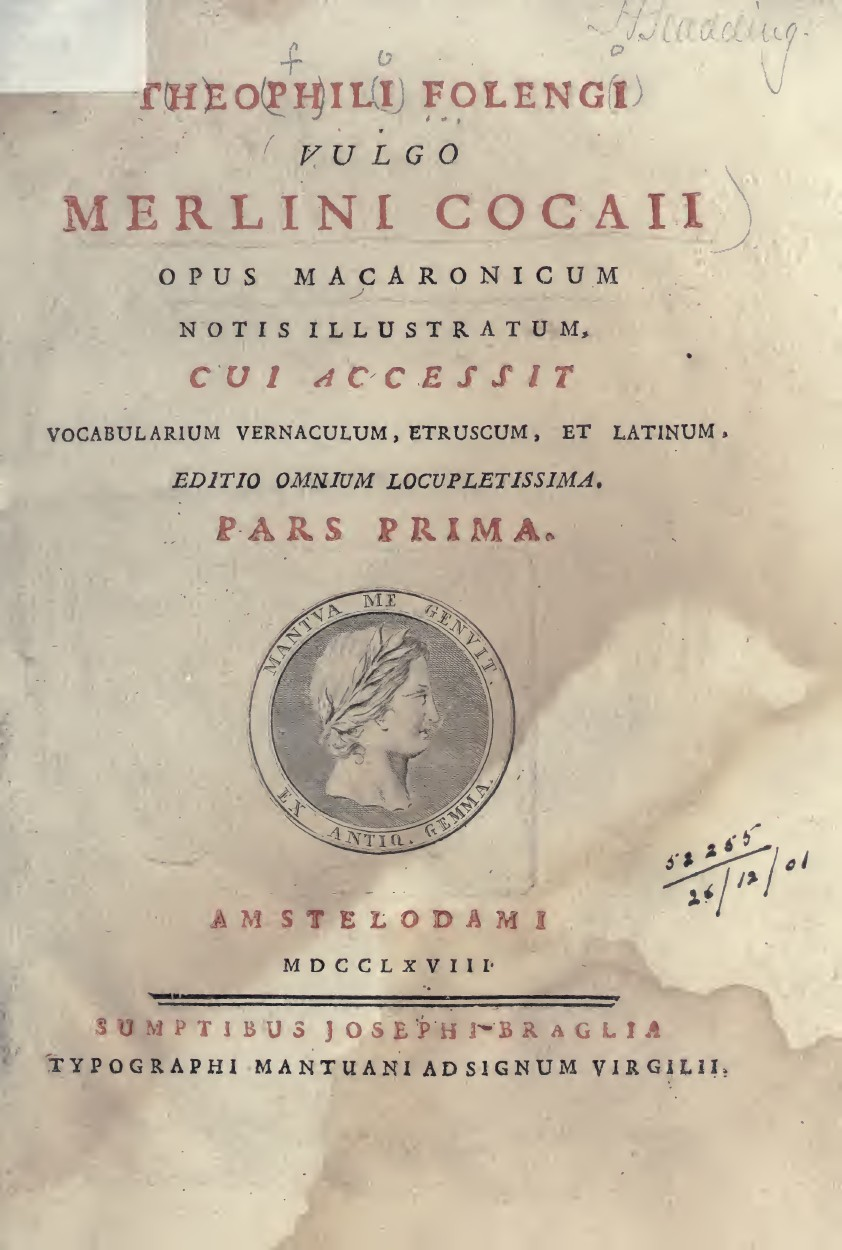
Frontespizio di un'edizione settecentesca delle Maccheronee (Amsterdam, 1768-1771)

- Maccheronee (Opus macaronicum), 1552 (I ed. 1517). Contiene:

1. Zanitonella, sive innamoramentum Zaninae et Tonelli;
2. Baldus;
3. Moschaea;
4. Epigramata.

In italiano:
- Orlandino, 1526.
- Caos del Triperuno, 1527.
- Humanità del figlio di Dio, 1533.
- Atto della Pinta, 1538.
- Palermitana, 1540.